# Ubenide
Ubenide är en valkrets i Nauru, som utgör distrikten Baiti, Denigomodu, Nibok och Uaboe. De har totalt tillsammans en area på 4,5 km² och totalt 3 300 invånare. De väljer, som enda valkrets, in fyra medlemmar till parlamentet.

## Valresultat23 oktober2004
| Kandidat           | Röster |
| ------------------ | ------ |
| David Adeang       | 343,18 |
| Fabian Ribauw      | 308,24 |
| Frederick Pitcher  | 254,33 |
| Valdon Dowiyogo    | 231,3  |
| Aloysius Amwano    | 213,96 |
| Alf Itsimaera      | 212,4  |
| Ellington Dowabobo | 174,73 |
| Russell Kun        | 166,07 |
| Francis Amram      | 159,41 |
| Celestine Eoaeo    | 156,34 |
| Derog Gioura       | 154,43 |
| Anthony Garabwan   | 149,51 |
| Joseph Hiram       | 147,32 |
| Francis Deireragea | 144,28 |
| Dempsey Keppa      | 141,77 |
| Renos Agege        | 137,29 |
| Arde Bam           | 135,2  |

## Valresultat3 maj2003
| Kandidat            | Stemmer |
| ------------------- | ------- |
| David Adeang        | 254,3   |
| Russell Kun         | 204,7   |
| Fabian Ribauw       | 196,02  |
| Derog Gioura        | 188,6   |
| Valdon Dowiyogo     | 185,35  |
| Jesaulenko Dowiyogo | 172,62  |
| Robbie Detudamo     | 169,23  |
| Ellington Dowabobo  | 160,91  |
| Alf Itsimaera       | 156,86  |
| Rarube Itsimaera    | 139,24  |
| Aloysius Amwano     | 137,69  |
| Joseph Hiram        | 137,21  |
| Renos Agege         | 132,17  |
| Lui Eoaeo           | 114,89  |
| Dempsey Keppa       | 114,46  |
| Francis Amram       | 110,47  |
| Cecilia Giouba      | 108,96  |
| Gwaine Dekarube     | 108,69  |
| Vincent Scotty      | 105,07  |